# Clive (Shropshire)
Clive è un villaggio e parrocchia civile dell'Inghilterra, appartenente alla contea dello Shropshire.